# For comunitar
Forul comunitar este un concept specific dreptului internațional privat. Reprezintă instanța în fața căreia este introdusă o acțiune. Conceptul de for stă la baza conceptelor lex fori și forum shopping.